# Sakai (Fukui)
Sakai (坂井市 Sakai-shi?) es una ciudad situada en el suroeste de la prefectura de Fukui, Japón. 
A partir de abril de 2011, la ciudad tiene una población estimada de 94 472 y una densidad de población de 450 personas por km². La superficie total es de 209, 91 km².
La moderna ciudad de Sakai fue establecida el 20 de marzo de 2006, de la fusión de los pueblos de Sakai, Harue, Maruoka y Mikuni (todos del distrito Sakai). Por lo tanto, el distrito Sakai se disolvió como resultado de esta fusión.
La población de la ciudad es la segunda más grande de la prefectura de Fukui. Harue y Maruoka, al sur de la ciudad, funcionan como ciudades dormitorio de la ciudad de Fukui. En consecuencia, la tasa de crecimiento de la población es mucho mayor que en cualquier área en la prefectura de Fukui.